# Anastasia Chevtchenko
Pour les articles homonymes, voir Shevchenko.
Anastasia Alexandrovna Chevtchenko (en russe : Анастасия Александровна Шевченко), née le 11 juin 1999 à Omsk, est une biathlète russe actuellement en activité.

## Carrière
Anastasia Chevtchenko grandit dans une famille de skieurs, mais au contraire de ses parents elle décide de faire carrière dans la biathlon. Ses premiers pas s'effectuent sous la houlette de l'entraîneur Tatyana Fedorova à Iekaterinbourg. Elle attire l'attention grâce à ses bons résultats dans les catégories juniors au niveau national. Chevtchenko participe alors à sa première compétition internationale en février 2018 lors des Championnats du monde de la jeunesse à Otepää en Estonie, où elle glane la médaille d'argent lors de l'individuel derrière la Suédoise Elvira Öberg. 
En 2020, Chevtchenko participe aux Championnats du monde juniors à Lenzerheide en Suisse, elle prend la quatrième place sur l'individuel et s'adjuge la médaille d'argent sur le relais. Elle remporte ensuite la médaille d'or lors du sprint avec quarante secondes d'avance sur la deuxième, la Norvégienne Åsne Skrede. Elle récidive le lendemain pour remporter son deuxième titre mondial lors de la poursuite, en effectuant à nouveau aucune faute au tir.
En 2021, elle est engagée par l'équipe russe sur l'IBU Cup et monte sur le podium dès sa première course, une troisième place sur le sprint à Arber en Allemagne. Elle enchaîne par un nouveau podium lors du sprint suivant, en prenant la deuxième place derrière sa compatriote Tatiana Akimova. Chevtchenko termine la semaine en Allemagne parfaitement en se montrant décisive lors de la victoire de sa formation dans le relais féminin. Aux Championnats d'Europe 2021 à Duszniki-Zdrój en Pologne, elle effectue un 20/20 au tir lors de l'individuel mais échoue au pied du podium. Lors du sprint, grâce à un nouveau tir parfait, elle parvient à glaner la médaille de bronze. En fin de saison même si les performances de Chevtchenko sont moins convaincantes, elle termine à la 5e place du classement final de l'IBU Cup, remportant le petit globe du sprint. En fin de saison, Shevchenko participe à sa première épreuve en Coupe du monde à Östersund en Suède, où elle prend la 53e place du sprint.
Pour entamer la saison 2021-2022, Chevtchenko est à nouveau dans le groupe russe en IBU Cup. Rapidement elle remporte sa première épreuve de sa carrière à cet échelon, en dominant le sprint à Sjusjøen en Norvège, prenant même la tête du classement général. Elle s'impose à nouveau lors du sprint à Obertilliach en Autriche, devançant la Française Paula Botet de 0 s 3. Le lendemain, elle remporte le relais mixte en compagnie d'Anastasiia Goreeva, Nikita Porshnev et Maksim Tsvetkov. Ses excellents résultats lui permettent de monter à l'échelon supérieur en coupe du monde lors de l'épreuve à Oberhof en Allemagne. Mais sur cette étape comme sur celle de Ruhpolding, elle ne parvient pas entrer dans les points et se retrouve engagée seulement comme remplaçante dans la sélection du Comité olympique russe pour les Jeux olympiques 2022 à Pékin en Chine. Chevtchenko est alors intégrée à l'équipe participant aux championnats d'Europe organisés à Arber en Allemagne.

## Palmarès

### Coupe du monde
- Meilleur résultat individuel : 41e.

 Dernière mise à jour le 16 janvier 2022. 

#### Classements en Coupe du monde
| Saison    | Individuel | Individuel | Individuel | Sprint  | Sprint | Sprint   | Poursuite | Poursuite | Poursuite | Mass start | Mass start | Mass start | Général | Général | Général  |
| Saison    | Courses    | Points     | Position   | Courses | Points | Position | Courses   | Points    | Position  | Courses    | Points     | Position   | Courses | Points  | Position |
| --------- | ---------- | ---------- | ---------- | ------- | ------ | -------- | --------- | --------- | --------- | ---------- | ---------- | ---------- | ------- | ------- | -------- |
| 2020-2021 | 0/3        |            |            | 1/10    | -      | nc       | 1/8       | -         | nc        | 0/5        |            |            | 2/26    | -       | nc       |

### Championnats d'Europe
| Édition / Épreuve   | Individuel | Sprint                     | Poursuite | Relais mixte | Relais mixte simple |
| ------------------- | ---------- | -------------------------- | --------- | ------------ | ------------------- |
| Duszniki-Zdrój 2021 | 4e         | Médaille de bronze, Europe | 26e       | —            | —                   |
| Arber 2022          | 22e        | 27e                        | 17e       |              |                     |

Légende :
- : première place, médaille d'or
- : deuxième place, médaille d'argent
- : troisième place, médaille de bronze
- — : non  disputée par Shevchenko

### IBU Cup
- 7 podiums individuels : 2 victoires, 2 deuxièmes places et 3 troisièmes places.
- 1 podium en relais : 1 victoire.

### Championnats du monde juniors et de la jeunesse
| Édition / Épreuve | Individuel               | Sprint               | Poursuite            | Relais                   |
| ----------------- | ------------------------ | -------------------- | -------------------- | ------------------------ |
| Otepää 2018       | Médaille d'argent, monde | 23e                  | 7e                   | 4e                       |
| Lenzerheide 2020  | 4e                       | Médaille d'or, monde | Médaille d'or, monde | Médaille d'argent, monde |
| Obertilliach 2021 | 6e                       | 51e                  | 29e                  | 4e                       |

Légende :
- participation aux Ch. du monde de la jeunesse

- : première place, médaille d'or
- : deuxième place, médaille d'argent
- : troisième place, médaille de bronze